# Federación de baloncesto de Alemania

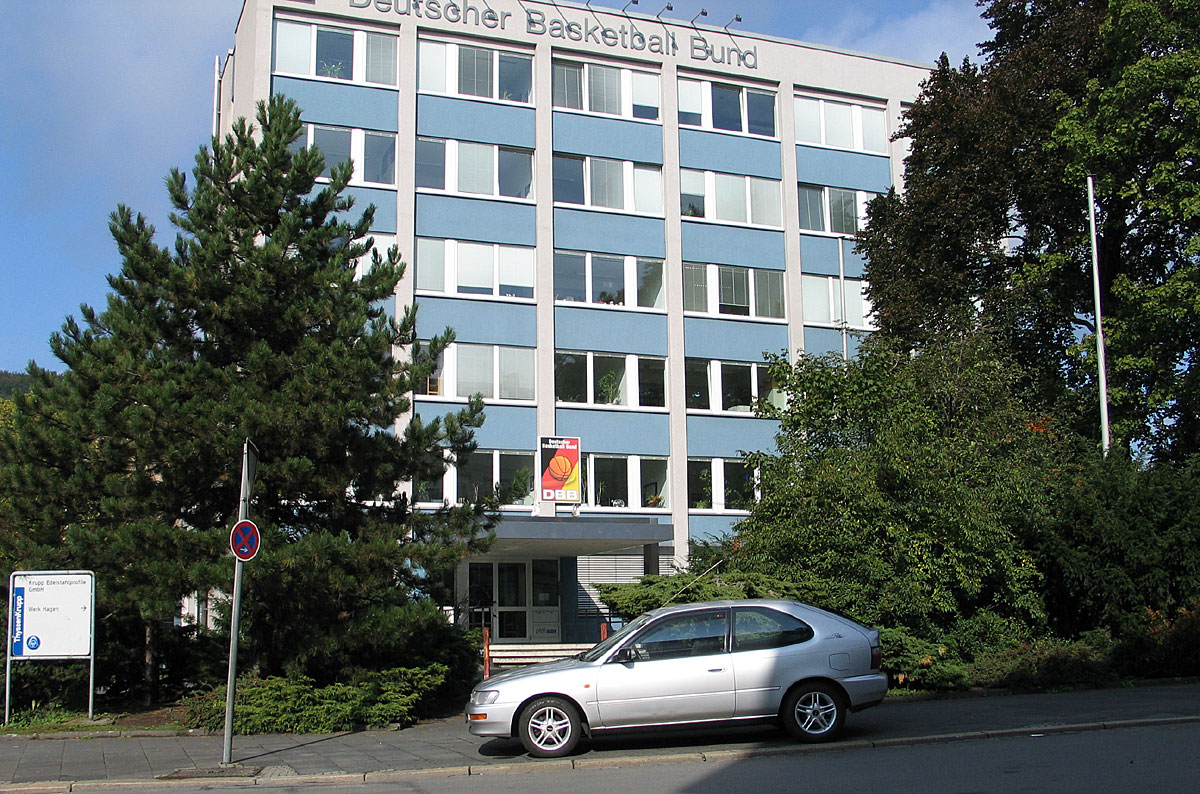
Sede de la DBD en la ciudad de Hagen

La Deutscher Basketball Bund (Federación Alemana de Baloncesto), también conocida por sus siglas DBB es la organización encargada de regular todos los aspectos relativos a la organización del baloncesto en Alemania.
Entre sus atribuciones se encuentra la de organizar la BBL, máxima competición de baloncesto del país teutón, así como la de gestionar todo lo relacionado con las distintas categorías de la Selección Nacional Alemana.
Fue fundada en 1934, el mismo año en que se afilió a la FIBA. Su sede se encuentra en la ciudad de Hagen.
En la temporada 2003/04 contaba con un total de 2000 clubes inscritos y unas 197.500 fichas de jugadores federados (tanto masculinos como femeninos).